# 魏胜
魏胜（1120年—1164年），字彦威，淮阳军宿迁县（今江苏省宿迁市）人，南宋将领。
曾多次参与抗击金军，1159年（南宋绍兴二十九年、金正隆四年）金朝皇帝完颜亮决意出兵南侵、兴师攻宋，统一中国，激起各地军民反抗。1161年（南宋绍兴三十一年、金正隆六年），七月，魏胜探知金军大举进攻，乘机聚宿迁（今江苏宿迁西南古城）忠义军起义。八月初一，他率军三百，北渡淮河，攻克涟水军（今江苏涟水县），乘势进抵海州（治朐山，今江苏连云港西南海州镇），金将高文富闭城自守，魏胜施疑兵之计，部下多张旗帜，大举烟火，收复海州，杀抗拒者千余人。继收复海州怀仁、朐山、东海、沭阳诸县，声威大震。魏胜自称制置司前军都统制，招募义勇，整编队伍，分忠义兵为五军，据险设防，严阵以待。金朝同知海州事蒙括镇国率兵万余攻打海州。魏胜得知，在海州北新桥设伏，伏击大败金军。十月，沂州（治今山东临沂）苍山义军被金军围困，魏胜提兵救援，陷伏被围。魏胜突围后，认为金军会再攻海州，示弱退兵，诱金军出击，以解苍山之围。金军撤围尾追，至海州连攻七日不克。魏胜军反击，再败金军。
完颜亮举兵渡淮河，以魏胜威胁侧后，再次分兵数万攻海州。南宋浙西马步军副总管李宝率领水军于东海登陆，与魏胜军内外夹击，先后于新桥、关子门、砂堰连败金军。1162年（南宋绍兴三十二年、金大定二年），金朝再派五斤太师率兵二十余万攻打海州，魏胜选勇士三千余骑，拒守石闼堰，凭险阻击，挫败金军攻势。魏胜施疑兵，金军惊疑，数日不敢进兵。金军树云梯，置砲石，负土填壕，四面合围。等到金军逼近，城中鸣鼓，矢石齐发，投火牛，三昼夜反击。金军多有死伤，停止攻击，修城垒，阻河道，想要长久围困。魏胜白天派奇兵袭击，夜晚出兵掩击金营。焚其攻城器具。又得率李宝遣军救围，合击大攻金军于北砂巷。
据考证，魏胜建立了世界上第一支炮兵队伍。1163年（南宋隆兴元年、金大定三年），为遏制金军，魏胜创制如意战车数百辆，砲车数十辆，与金军对战，行则载运辎重，止则环为营垒，配以弓弩箭，坚守海州地域。金军作战失利后，每见“山东魏胜”旗号，即避战而逃。他一度被贾和仲诬陷，后来魏胜被平反，1164年（南宋隆兴二年、金大定四年），宋廷以议和撤海州守兵，命魏胜改任知楚州。十一月，金国大将徒单克宁入侵，率军袭清河口（今江苏淮阴西）。魏胜率军阻击，镇江都统刘宝借口与金议和，拒不出兵相助，致魏胜孤军悬进，最后力战而死，楚州（今江苏淮安）失陷。

## 传记资料
- 《宋史》卷368·列传第一百二十七